# Antonio Garrido Benito
Antonio Garrido Benito (Salteras, província de Sevilla, 20 d'agost de 1971), més conegut com a Antonio Garrido, és un actor i presentador de televisió espanyol. És fill del periodista José Luis Garrido Bustamante

## Trayectoria professional
Com a intèrpret ha intervingut episòdicament en diverses sèries i ha format part de l'elenc a Al filo de la ley (2005), en Televisión Española, Los simuladores (2006-07), a Cuatro, i La chica de ayer (2009), a Antena 3 (interpretant el papel de Joaquín Gallardo, un inspector de policia de 42 anys).
Des de gener de 2010, fins a 2012 va interpretar a Mario, el «pare de família» de la sèrie Los protegidos, a Antena 3. El 2013 va fitxar per la 2a temporada de la sèrie de sobretaula Amar es para siempre (continuació d'Amar en tiempos revueltos) a Antena 3 interpretant Augusto Lloveras. El 2016 participa a la sèrie El Caso: Crónica de sucesos, interpretant al comissari de policia Antonio Camacho. També realitza un personatge episòdic a El hombre de tu vida.
El 2017 fitxa com a protagonista per IFamily, de TVE. L'agost es va pública la seva participació a Cuerpo de élite, d'Antena 3, amb un paper principal, al costat de Cristina Castaño i Ana Morgade. El 2018 s'incorpora al rodatge de la tercera temporada de Servir y proteger interpretant Damián, un senyor que acaba d'obrir la seva nova ferreteria en Districte Sud. El 2019 forma part del repartiment de Matadero per Antena 3, El embarcadero per #0 i Mercado central per TVE
Com a presentador debutà al canal local Onda Giralda (ara Giralda TV) amb el programa de cultura confradiera Añoranza el 1998. Un any més tard passa a Canal Sur 1 canal autonòmic en el qual condueix El día D, Vamos de fiesta i Andalucía directo des de 1999. En 2007 passava a Cuatro per presentar el concurs Gente de mente (2007) i posteriorment a Televisió espanyola presentant el concurs Identity (2007-08) i l'espai divulgatiu Hijos de Babel (2008). Des del 18 de maig de 2009 i durant uns mesos va presentar una nova edició del concurs ¿Quién quiere ser millonario? a Antena 3, simultanejant-lo amb la sèrie La chica de ayer. Va ser un dels quatre presentadors de l'especial de Nit de cap d'any de TVE de l'any 2007. El 2012 va conduir per a les cadenes integrades en la FORTA el concurs El duelo.
Pel que fa a la seva trajectòria cinematogràfica ha estat una mica més minsa, destacant les seves intervencions en Camarón (2005), de Jaime Chávarri, Desde que amanece apetece (2006), d'Antonio del Real, El camino de los ingleses (2006), d'Antonio Banderas, Diario de una ninfómana (2008), de Christian Molina, La chispa de la vida (2011), d'Álex de la Iglesia, La playa de los ahogados (2015), de Gerardo Herrero i Zona hostil (2017), d'Adolfo Martínez.
Quan al teatre es va iniciar professionalment com a actor en participar en l'obra Bajarse al moro, de José Luis Alonso de Santos. A ella la seguirien, entre d'altres, Breve Brecht, Un nuevo mundo, El barbero de Sevilla, Réquiem de Berlín i El otro lado de la cama, que li va valer, en 2005, una candidatura als Premis de la Unión de Actores y Actrices com a millor actor secundari en la categoria de teatre.
El 2015 va representar al costat de Gabino Diego i Antonio Hortelano l'obra còmica Nuestras mujeres.

## Vida personal
Va mantenir una relació sentimental amb Araceli Álvarez de Sotomayor durant molts anys, casant-se el 12 de juliol de 2008 a l'església de Santa Marina de Còrdova, ciutat natal de la núvia. Al febrer de 2010 es divorciaren, i a l'abril comença a sortir amb Lucía Díaz, a la qual va conèixer presentant les campanadas a Galícia. El 19 de setembre de 2012, es converteixen en pares d'un nen anomenat Antonio José i en 2019 tenen un segon fill anomenat Rodrigo. És contraguia de l'Hermandad del Buen Fin de Sevilla i participa a l'Hermandad del Calvario, que és la germandat familiar.

## Filmografia

### Televisió

#### Com a intèrpret
| Any             | Sèrie                       | Canal          | Personatge                     | Notes        |
| --------------- | --------------------------- | -------------- | ------------------------------ | ------------ |
| 1994            | Teatro de la comedia        | La 1 (TVE)     |                                |              |
| 1996            | El Séneca                   | La 1 (TVE)     |                                |              |
| 1999 - 2000     | Plaza alta                  | La 1 (TVE)     |                                |              |
| 2002            | 20 tantos                   | Telecinco      |                                | 1 episodi    |
| 2002            | Ágora                       |                | Teodoro                        |              |
| 2003            | Los Serrano                 | Telecinco      | Profesor de autoescuela        | 1 episodi    |
| 2003            | Hospital Central            | Telecinco      | Capellà Sancho                 | 2 episodis   |
| 2003            | La Mari                     | Canal Sur      | Pedro                          | 2 episodis   |
| 2003            | Cuéntame como pasó          | La 1 (TVE)     | Professor Barrantes            | 1 episodi    |
| 2003 - 2004     | El comisario                | Telecinco      | Cisneros                       | 3 episodis   |
| 2004            | Arrayán                     | Canal Sur      | Víctor Fortuny                 |              |
| 2004            | Mis adorables vecinos       | Antena 3       |                                | 1 episodi    |
| 2004            | La sopa boba                | Antena 3       | Policía                        | 2 episodis   |
| 2005            | Un paso adelante            | Antena 3       | Andrés                         | 2 episodis   |
| 2005            | Aquí no hay quien viva      | Antena 3       | Raúl                           | 1 episodi    |
| 2005            | Al filo de la ley           | La 1 (TVE)     | Alfredo Molina                 | 5 episodis   |
| 2006 - 2007     | Los simuladores             | Telefe         | Jota                           | 17 episodis  |
| 2008            | Buscando al hombre perfecto |                | Miguel                         | TV movie     |
| 2008 - 2009     | La chica de ayer            | Antena 3       | Joaquín Gallardo "Quin"        | 8 episodis   |
| 2009            | Desátate                    |                | Antonio                        | TV movie     |
| 2010 - 2012     | Los protegidos              | Antena 3       | Mario Montero                  | 41 episodis  |
| 2012            | Con el culo al aire         | Antena 3       | Él mismo                       | 1 episodi    |
| 2013            | Isabel                      | La 1 (TVE)     | Duc de Medina Sidonia          | 1 episodi    |
| 2013-2014       | Amar es para siempre        | Antena 3       | Augusto Lloveras               | 269 episodis |
| 2016            | El Caso: Crónica de sucesos | La 1 (TVE)     | Antonio "Toño" Camacho Carmona | 13 episodis  |
| 2016            | El hombre de tu vida        | La 1 (TVE)     | Agustín                        | 1 episodi    |
| 2017            | IFamily                     | La 1 (TVE)     | Luis Molina                    | 8 episodis   |
| 2018            | Cuerpo de élite             | Antena 3       | Miguel Campos Galán "Efe"      | 13 episodis  |
| 2018 - 2019     | Servir y proteger           | La 1 (TVE)     | Damián Pérez                   | 190 episodis |
| 2019            | Matadero                    | Antena 3       | Francisco "Paco" Sánchez       | 3 episodis   |
| 2019 - 2020     | El embarcadero              | #0 (Movistar+) | Jaume "Big Boss"               | 14 episodis  |
| 2019 - presente | Mercado central             | La 1 (TVE)     | Elías de la Cruz               | ¿? episodis  |

#### Com a col·laborador
- Teletipos, un programa (2005)
- La hora de José Mota, un programa: Verdades y mentiras (2009)

#### Com a presentador
- Reporter de carrer de Canal 47 (1994)
- Programes per la televisió local Onda Giralda (1998)
- Presentador de diferents gales (Fin de año, Gala de Andalucía) per Canal Sur (1999)
- Andalucía directo, col·laborador per Canal Sur (1999)
- Hablemos claro, copresentador amb Isabel Gemio i Cristina Tárrega per Canal Sur (2000)
- Vamos de fiesta, gales per Canal Sur (2000)
- El día E, concurs per Canal Sur (2001)
- Gente de mente, concurs per Cuatro (2007)
- Hijos de Babel, concurs per TVE (2008)
- Identity, concurso per TVE (2007-2008)
- ¿Quién quiere ser millonario?, concurs per Antena 3 (2009)
- El duelo, concurs per la FORTA (2012)

### Llargmetratges
- Yerma, intervenció especial. Dir. Pilar Távora (1998)
- Camarón, repartiment. Dir. Jaime Chavarri (2005)
- 15 días contigo, com un client fatxa. Dir. Jesús Ponce (2005)
- Desde que amanece apetece, com marieta. Dir. Antonio del Real (2006)
- El camino de los ingleses, com Cardona (2006)
- Trío de ases: el secreto de la Atlántida, com Pit. Dir. Joseba Vázquez (2008)
- Diario de una ninfómana, com Giovanni. Dir. Cristian Molina(2007)
- 7 minutos, com Luismi. Dir. Daniela Fejerman (2008)
- La chispa de la vida, com Dr. Velasco. Dir. Álex de la Iglesia (2011)
- Fin, com Rafa. Dir. Jorge Torregrosa (2011)
- Sólo para dos, com Jairo. Dir. Roberto Santiago (2012)
- Love Unlimited, com el pare de Paul. Dir. Alejandro Ochoa (2013)
- La playa de los ahogados, com Rafael Estévez. Dir. Gerardo Herrero (2015)
- Zona hostil, com el Comandant Ledesma. Dir. Adolfo Martínez (2017)

### Curtmetratges
- Ludoterapia. Dir. León Siminiani (2006)

### Teatre
- Bajarse al moro, per la Fundació El Monte (1995)
- Breve brecht. Dir. Bertlod Brecht/Daniel Suárez (1995)
- Héctor, iniciativa dels alumnes de l'Instituto del Teatro (1996)
- Un nuevo mundo. Dir. Juan Dolores Caballero (1996)
- El barbero de Sevilla. Dir. José Luis Castro (1997)
- Extraño. Dir. Pedro Álvarez Osorio (1997)
- Cambalache. Dir. Daniel Suárez (1997)
- Fe. Dir. Julio Fraga (1998)
- Réquiem de Berlín. Dir. Bertolt Brecht (1998)
- Otelo el moro, com Yago (2000-2001)
- El otro lado de la cama, com Rafa (2004-2005)
- El burlador de Sevilla, com el Burlador (2007)
- Nuestras mujeres (2015)[8]

### Internet
- El Palermasso (2016-¿?)